# Wilsberg: Wut und Totschlag

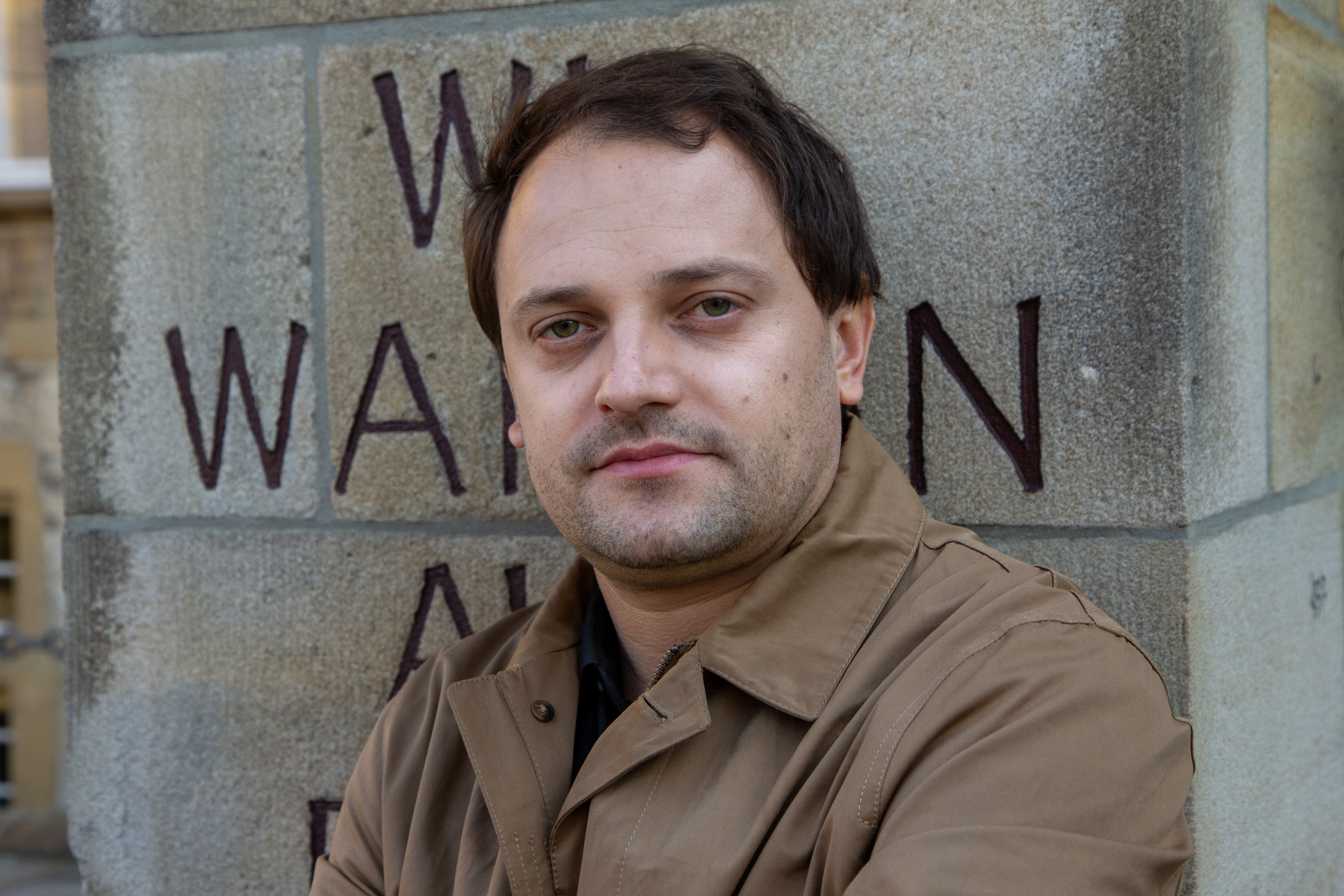
Stefan Haschke spielt Kommissar Drechshage, einen Mitbewerber Overbecks auf die Stelle des Gleichstellungsbeauftragten (Foto von 2018)

Wut und Totschlag ist die 79. Folge der Fernsehfilmreihe Wilsberg. Die Folge ist seit dem 7. Oktober 2023 in der ZDFmediathek verfügbar und wurde am 14. Oktober 2023 im Samstagabendprogramm des ZDF erstausgestrahlt.

## Handlung
Overbeck bewirbt sich intern auf die Stelle des Gleichstellungsbeauftragten und muss gegen die Bielefelder Kollegen Drechshage und Thuong Nhi antreten. Drechshage berichtet ihm von einer neuen Frauenzeitschrift, in die er investiert. Als Anna sich deren Homepage ansieht, kommentiert sie kritisch auf Social Media, was einen Shitstorm auslöst. Drechshage fürchtet um sein Geld und möchte es von den Verlegern zurückholen. Da Ekki Unregelmäßigkeiten der Kollegin Schnakenwinkel in der bearbeiteten Steuererklärung der Verleger Ralf Bemmel und Carsten Wenkler entdeckt, fährt er zum Verlag und trifft dort auf Tessa, deren Kanzlei den Verlag vertritt. Beide finden den toten Wenkler, der ins Foyer gestürzt ist und einen Abschiedsbrief mit Verweis auf die Hasskommentare hinterließ.
Anna fühlt sich als Auslöser des Shitstorms schuldig und bittet Wilsberg, eigene Ermittlungen aufzunehmen. Wenkler hatte eine hohe Lebensversicherung abgeschlossen und viele Affären gehabt, sie aber nach einem Ultimatum seiner Frau beendet. Als polizeiliche Untersuchungen Suizid ausschließen, vermutet Overbeck, dass Drechshage mit Wenkler in Streit geraten sei. Zu Overbecks Unmut muss er jetzt aufgrund Personalmangels bei der Münsteraner Polizei gemeinsam mit ihm ermitteln.
Ekki wird – aufgrund eines kontroversen Kunstwerks in seinem Büro – von Schnakenwinkel Chauvinismus vorgeworfen, gerät in der Folge mit seinem Chef Grabowski in Streit, wird suspendiert und muss einen Antiaggressionskurs absolvieren. Ekki nimmt dennoch eine unautorisierte Razzia beim Verlag vor und findet in den Unterlagen von Schnakenwinkel frisierte Daten, die den fallenden Umsatz verschleiern sollten. Beim Antiaggressionstraining trifft Ekki auf die junge Xenia und stellt in Kombination mit Wilsbergs Erkenntnissen fest, dass sie die uneheliche Tochter Wenklers ist.
Xenia wird im Präsidium vernommen und gibt zu, dass sie ihren Vater im Verlag aufsuchte, ihm aber nichts getan habe. Als Xenias Mutter Ruth dazu kommt, bricht diese zusammen und es stellt sich heraus, dass man sie mit Lösungsmittel vergiften wollte. Wilsberg hat einen Verdacht und fährt zu Wenklers Geschäftspartner und stellt ihn zur Rede. Bemmel hatte vor über 25 Jahren eine Beziehung mit Ruth und sich getrennt, als diese ihm ein Kuckuckskind andrehen wollte. Durch den aktuellen Streit von Xenia mit Wenkler erkannte er, wer der damalige Liebhaber war. Er fühlte sich verraten und wollte sich an beiden rächen. Als Bemmel versucht, Wilsberg zu töten, kann der eintreffende Overbeck dies verhindern und Bemmel festnehmen.
Thuong Nhi wird schließlich Gleichstellungsbeauftragte und Overbeck bleibt weiter Annas Assistent.

## Produktion
Die Dreharbeiten fanden in der Zeit vom 15. März 2022 bis zum 18. Mai 2022 in Nordrhein-Westfalen statt.
Der Running Gag Bielefeld erfolgt in der 3. Minute, als Kriminalrat Schaaf im Gespräch mit Kommissar Overbeck sagt, dass die anderen Bewerber auf die Gleichstellungsstelle aus Bielefeld kämen.
Am Ende und im Abspann der Episode ist der Titel Upside Down von Jack Johnson aus dem Jahr 2006 zu hören.

## Rezeption

### Kritik
Die Redaktion der TV Spielfilm gibt dem Film einen Daumen nach oben. Die angesprochenen Themen der Episode wie Gendern und Gleichstellung würden zwar nicht besonders innovativ oder smart angegangen werden, der Fan der Fernsehreihe würde aber all das geboten bekommen, was er bräuchte: „Bielefeld-Witze, abstrus-humorvolle Situationskomik und eine ganze Reihe herrlich peinlicher Auftritte von Trottelkommissar Overbeck, der diesmal den Tag rettet.“
Oliver Armknecht dagegen verleiht dem Film in seiner Besprechung bei film-rezensionen.de nur 4 von 10 Punkten. Der Film versuche krampfhaft, modern zu wirken, um bei der Länge der Reihe nicht aus der Zeit zu fallen. Dies sei insgesamt allerdings äußerst plump geraten. Auch würden, wie bei den vorangegangenen Episoden, zu viele Handlungsstränge verfolgt und das Publikum bekomme ein „Sammelsurium aus Einzelfäden“. Armknecht bemängelt, dass der Film als Krimi unbrauchbar sei. Dies würde die wenig überzeugenden Motive umfassen und auch die enttäuschende, stark konstruierte Auflösung. Einen starken Grund einzuschalten, sieht der Kritiker nicht, im Lauf der Jahre habe es viele bessere Fälle gegeben.

### Einschaltquoten
Die Erstausstrahlung des Films im ZDF am 14. Oktober 2023 wurde in Deutschland von 5,19 Millionen Zuschauern gesehen und erreichte so einen Marktanteil von 21 % für den Sender.